# Сент-Круа-Гран-Тонн
Сент-Круа́-Гран-Тонн, Сент-Круа-Ґран-Тонн (фр. Sainte-Croix-Grand-Tonne) — колишній муніципалітет у Франції, у регіоні Нормандія, департамент Кальвадос. Населення — 297 осіб (2011).
Муніципалітет був розташований на відстані близько 220 км на захід від Парижа, 15 км на захід від Кана.

## Історія
До 2015 року муніципалітет перебував у складі регіону Нижня Нормандія. Від 1 січня 2016 року належав до нового об'єднаного регіону Нормандія.
1-1-2017 Сент-Круа-Гран-Тонн, Бреттвіль-л'Оргеєз, Бруе, Ше, Ле-Меній-Патрі i Пюто-ан-Бессен було об'єднано в новий муніципалітет Тю-е-Мю.

## Демографія
Динаміка населення (Insee ):
Розподіл населення за віком та статтю (2006):
| Стать | Всього | До 15 років | 15-24 | 25-44 | 45-64 | 65-85 | Понад 85 |
| --- | ------ | ----------- | ----- | ----- | ----- | ----- | -------- |
| Чоловіки | 163    | 36          | 43    | 40    | 36    | 8     | 0        |
| Жінки | 132    | 28          | 8     | 44    | 40    | 12    | 0        |
| \| Статево-вікова піраміда \| Статево-вікова піраміда \| Статево-вікова піраміда \| \| ----------------------- \| ----------------------- \| ----------------------- \| \| Чоловіки \| Вік \| Жінки \| \| 0 \| 85 + \| 0 \| \| 0 \| 80-84 \| 0 \| \| 0 \| 75-79 \| 0 \| \| 4 \| 70-74 \| 12 \| \| 4 \| 65-69 \| 0 \| \| 8 \| 60-64 \| 4 \| \| 16 \| 55-59 \| 16 \| \| 8 \| 50-54 \| 4 \| \| 4 \| 45-49 \| 16 \| \| 12 \| 40-44 \| 8 \| \| 24 \| 35-39 \| 20 \| \| 4 \| 30-34 \| 8 \| \| 0 \| 25-29 \| 8 \| \| 20 \| 20-24 \| 0 \| \| 23 \| 15-20 \| 8 \| \| 8 \| 10-14 \| 12 \| \| 16 \| 5-9 \| 16 \| \| 12 \| 0-4 \| 0 \| |        |             |       |       |       |       |          |
| Статево-вікова піраміда |        |             |       |       |       |       |          |
| Чоловіки | Вік    | Жінки       |       |       |       |       |          |
| 0 | 85 +   | 0           |       |       |       |       |          |
| 0 | 80-84  | 0           |       |       |       |       |          |
| 0 | 75-79  | 0           |       |       |       |       |          |
| 4 | 70-74  | 12          |       |       |       |       |          |
| 4 | 65-69  | 0           |       |       |       |       |          |
| 8 | 60-64  | 4           |       |       |       |       |          |
| 16 | 55-59  | 16          |       |       |       |       |          |
| 8 | 50-54  | 4           |       |       |       |       |          |
| 4 | 45-49  | 16          |       |       |       |       |          |
| 12 | 40-44  | 8           |       |       |       |       |          |
| 24 | 35-39  | 20          |       |       |       |       |          |
| 4 | 30-34  | 8           |       |       |       |       |          |
| 0 | 25-29  | 8           |       |       |       |       |          |
| 20 | 20-24  | 0           |       |       |       |       |          |
| 23 | 15-20  | 8           |       |       |       |       |          |
| 8 | 10-14  | 12          |       |       |       |       |          |
| 16 | 5-9    | 16          |       |       |       |       |          |
| 12 | 0-4    | 0           |       |       |       |       |          |

## Економіка
2010 року серед 221 особи працездатного віку (15—64 років) 163 були активними, 58 — неактивними (показник активності 73,8%, у 1999 році було 81,1%). З 163 активних мешканців працювало 157 осіб (96 чоловіків та 61 жінка), безробітними було 6 (1 чоловік та 5 жінок). Серед 58 неактивних 22 особи були учнями чи студентами, 23 — пенсіонерами, 13 були неактивними з інших причин.

У 2010 році в муніципалітеті числилось 99 оподаткованих домогосподарств, у яких проживали 269,5 особи, медіана доходів виносила 21 844 євро на одного особоспоживача